# Апофеоз (Огарбузення) Божественного Клавдія
Апофеоз (Огарбузення) Божественного Клавдія — сатиричний твір Сенеки, написаний після смерті імператора Клавдія. Назва твору являє собою гру слів, оскільки слово apocolocyntosis, тобто перетворення в Бога, співзвучне з apotheosis, тобто перетворення в гарбуз, який у греків асоціювався з невіглаством.

## Історичний контекст
Після смерті Клавдія його наступник Нерон зарахував імператора до богів. Сенека, який був автором хвалебної промови на честь покійного імператора, виголошеного Нероном, виразив свою зневагу до Клавдія у сатиричній пародії. Весь пафос сатири зосереджується на алюзіях (постаті, подій тодішнього Риму), які легко впізнавати, відчитувати… Уціліло лише 15 розділів твору. Можливо, в кінці сатури Клавдій перетворюється в гарбуз. Але це лише здогад, оскільки точно відновити частину тексту, що не вціліла, не можна. Складно визначити й мету твору. З одного боку, Сенека не прагне до фактичної точності звинувачень (Клавдій був звинувачений у загибелі Красса Фрути, страченого Нероном; він також, наприклад, прагне навіть оправдати Мессаліну, щодо якої у всіх античних авторів і навіть у Сенеки в інших творах ставлення однозначно негативне). Сатура, мабуть, була написана, щоб розважити, розвеселити Нерона. Це виразно проявляється вже у перших рядках твору.
Об'єктивність Сенеки в посмертній оцінці діянь Клавдія вплинула і на стосунки між ними. Адже на початку правління Клавдія через інтриги його дружини Мессаліни Сенека був засланий на пустельну Корсику (41-49 рр.), де провів 8 років, займаючись літературою та філософією. За життя Мессаліни всі спроби повернути Сенеку із заслання залишались марними. Однак друга дружина Клавдія, Агріппіна, повернула Сенеку додому, добилася для нього посади претора і віддала йому на виховання свого сина від першого шлюбу, майбутнього імператора Нерона.
Науковці припускають, що твір написаний відразу після смерті Клавдія (13 жовтня 54 р.). Однак його метою могло бути не лише зганьблення Клавдія, а й породження сумнівів щодо справедливого приходу до влади Нерона. Адже, якщо імператор Клавдій був настільки недолугим, невігласом, нездатним навіть говорити як слід, несправедливо чинив суд, то чи міг він обрати собі гідного наступника? Якщо визначальну роль у написанні твору зіграла саме ця причина, то, мабуть, твір був написаний значно пізніше, ймовірно, тоді, коли Сенека відважився організувати змову проти Нерона, яка була розкрита 17 квітня 65 р. Метою цієї змови був прихід до влади Сенеки (хоча існування цієї змови і не доведено і можливо Нерону потрібна була лиш причина, щоб вбити Сенеку).
Політичний зміст цієї сатири є неоднозначним: деякі дослідники в ній бачили і звинувачення Агріпіни, матері Нерона, яка отруїла Клавдія, і виправдання Агріпіни, оскільки в сатурі Клавдій помирає просто від переситу. Очевидно, Сенека прагнув дискредитувати сам звичай апофеозу. Адже якщо імператор такий, як Клавдій, може бути обожествленим, то простолюд міг почати байдуже ставитися до богів.

## Сюжет
По твору Клавдій помирає від переситу (хоча насправді його отруїла Агрипінна) і відправляється на небо. Поки на землі всі радіють з цієї звістки, на небі Боги не можуть зрозуміти хто явився до них, оскільки виду був страшного і мову його ніхто зрозуміти не міг (з вад мовлення Клавдія Сенека буде насміхатися увесь твір).
З ним намагається порозумітися Геракл і хоча в нього спочатку це і не виходить, врешті решт він його все ж починає розуміти.
Наступний уривок втрачений, але ми можемо здогадатися, що Клавдій просить у Геракла Апофеозу, він приводить його на нараду Богів, «сенат» і один з Богів заперечує цій ініціативі. Наступним виступає батечко Янус і висловлюється проти, за ним виступає Дієспітер і висловлюється за, оскільки за це попросив Геракл, якому Клавдій симпатичний, оскільки за життя дуже його славив. І зусиллями Геракла справа вже починає йти до обожествлення Клавдія, як тут слово бере Август, який виступає проти цієї ініціативи, дорікає йому масовими вбивствами без суду і слідства і через брак розуму незмогою двох слів зв'язати. До того ж в його промові ми можемо помітити і суть твору:
«Доки ви будете таких Богів створювати, то ніхто не вважатиме і вас за Богів.»
Юпітер, зважаючи на такі переконливі доводи, той же час наказує Меркурію спустити Клавдія до царства мертвих.
Проходячи землею вони зустрічають поминальну процесію за Клавдієм. На якій звучить хвалебна похоронна пісня, в якій, втім легко впізнаємо сатиру. Після цього вони доходять до підземного царства, де їх зустрічає Нарціс (вільновідпущений, що мав величезний вплив на Клавдія), він скликає всіх померлих знайомих Клавдія і Еака на суд над Клавдієм. Для Клавдія не знаходиться навіть адвоката, а він наречений своїми знайомими і родичами вбивцею своїх друзів присуджується Еаком до марної праці. А саме грати в кості (улюблена гра Клавдія) з пустим кубком, щоб кидаючи кості в кубок провалювались вони без усякої користі. Втім одразу після цього з'являться Калігула і просить, щоб Клавдія зробили його рабом. Його прохання виконують і він передає його в раби Еаку, а той знову передає його своєму вільновідпущенику Менандру, щоб над ним можна було проводити різні досліди. Завершальна частина твору, де Клавдій імовірно перетворюється в гарбуза не збереглась.

## Літературна форма
Твір написаний у формі меніппової сатири, де проза переплітається з віршами. Є тут вірші Гомера, Евріпіда, Вергілія, Катулла, Еннія та самого Сенеки.

## Український переклад
Українською вперше переклали В'ячеслав Пухтинський (прозаїчна частина твору) та Юлія Кузьма (вірші і примітки), видана у видавництві «Апріорі» 2024 року.